# Sergio de Novales y Sainz de Baranda
Sergio de Novales y Sainz de Baranda (Valle de Mena, 7 ottobre 1864 – Toledo, 11 marzo 1921) è stato un agronomo e politico spagnolo ricco proprietario terriero, ex deputato, direttore del giornale El Progreso Agricola y Pecuario, morto tragicamente nell'incidente ferroviario di Villaverde, nei pressi di Toledo l'11 marzo 1921.

## Famiglia d'origine
Sergio de Novales y Sainz de Baranda era figlio di Pedro de Novales y Cantonad e di Presentacion Sainz de Baranda y Gil-Machón. Aveva tre sorelle: Luisa, Petra e Isabel.
I suoi nonni materni erano Juan Valentin Sainz de Baranda y de Villasante e Tomasa Gil-Machon y Perez.

## Carriera
Laureato in ingegneria agraria nel 1888 iniziò nel 1890 una brillante carriera nella Amministrazione pubblica entrando nella Direzione Generale delle Entrate Dirette dove la sua attività fu altamente apprezzata per l'impulso che seppe dare allo sviluppo dell'economia del suo paese.
Fu deputato alle cortes per un breve periodo e professore della Scuola generale di Agricoltura.  In quest'ambito fece numerosi viaggi all'estero visitando le maggiori capitali europee per studiare le più moderne tecnologie agrarie che poi introdusse in Spagna avendo come valido laboratorio le sue estese proprietà fondiarie tra cui spiccava la grande tenuta modello La Alberquilla nei pressi di Toledo.
Si occupò attivamente di zootecnia, di macchinari agricoli e dei metodi di trasformazione dei prodotti agricoli nell'intento di affrancare l'arretrata economia agricola del suo paese dalla dipendenza dall'estero.
Fu l'autore di uno studio per l'approvvigionamento dell'acqua e lo smaltimento delle acque nere di Madrid.
In qualità di presidente della Sociedad Fuerzas motrices del Gandara si occupò anche dello sfruttamento a fini energetici dei corsi d'acqua nel Nord della Spagna.
Dal 1900 fino alla morte fu il direttore del periodico El Progreso Agricula y Pecuario di Madrid.
Per i suoi alti meriti professionali fu insignito della Croce di Carlo III.
Morì tragicamente l'11 marzo 1921 nell'incidente ferroviario di Villaverde nei pressi di Toledo mentre era diretto alla sua tenuta di La Alberquilla dove risiedeva con la sua famiglia.
A Toledo gli fu intitolata la scuola per fanciulle da lui voluta.

## Famiglia
Dal matrimonio con Rosario Pelayo ebbe l'unica figlia Maria del Rosario de Novales y Pelayo che sposò Francisco Urquijo de Federico il cui figlio Juan Manuel Urquijo de Novales sposerà la principessa Maria Cristina di Baviera il 15 luglio 1967 a Siviglia.